# Kaori Tsurutani
Kaori Tsurutani (japanisch 鶴谷 香央理 Tsurutani Kaori) ist eine japanische Mangaka.

## Werdegang und Werk
Von ihren Serien lief bisher BL Metamorphosen - Geheimnis einer Freundschaft am längsten, sie erreichte von 2017 bis 2020 einen Umfang von fünf Bänden. Der Manga wurde in mehrere Sprachen übersetzt, darunter bei Carlsen Verlag auch ins Deutsche, war 2019 für den Manga Taisho Award nominiert und stand auf Platz 1 der Empfehlungsliste Kono Manga ga Sugoi für die weibliche Leserschaft. Die Geschichte erzählt von der Freundschaft einer Seniorin und einer Jugendlichen, die sich durch die gemeinsame Begeisterung für Boys-Love-Manga entwickelt.
Tsurutanis neueste Serie ist das 2024 gestartete Gōman to Zenryō, eine romantische Mystery-Geschichte über einen Mann, der seine kurz nach der Hochzeit verschwundene Frau sucht und dabei Geheimnisse über ihre Vergangenheit aufdeckt. Bis dahin hatten Werke von Tsurutani keine übernatürlichen Elemente und waren im Alltag angesiedelt, mal Dramen oder Romanzen.

## Bibliografie (Auswahl)
- Don't Like This (2016, 1 Band)
- BL Metamorphosen - Geheimnis einer Freundschaft (メタモルフォーゼの縁側 Metamorphose no Engawa, 2017–2020, 5 Bände)
- Tsurutani Kaori Shogi Tampenshū 2007-2015: Re Mi Do La Si So (鶴谷香央理 初期短編集 2007-2015 レミドラシソ, 2021, 1 Band)
- Gōman to Zenryō (傲慢と善良, seit 2024, 1 Band)